# Sovetski (Yegorlykskaya, Rostov)
Sovetski (del ruso: Советский) es un jútor del raión de Yegorlykskaya del óblast de Rostov de Rusia. Está situado  31 km al suroeste de Yegorlykskaya y 105 km al sureste de Rostov del Don, la capital del óblast. 
Pertenece al municipio Balko-Grúzskoye.